# Функція початкової маси
Функція початкової маси (англ. initial mass function, IMF) — емпірична функція, яка описує розподіл за масами зоряної популяції, яка щойно сформувалася в ході зореутворення. IMF є густиною ймовірності, з якою зоря має певну масу. Вона відрізняється від «функції поточної маси» (англ. present-day mass function, PDMF), яка описує розподіл мас зір після певного періоду еволюції від головної послідовності. IMF не тільки описує формування та еволюцію окремих зір, але також є важливою ланкою, яка описує формування та еволюцію галактик.
Окрім розподілу зір за масами розглядають їхні розподіли за світностями: таким світнісним відповідником IMF є функція початкової світності, а відповідником PDMF — так звана функція поточної світності.
Властивості та еволюція зорі тісно пов'язані з її масою, тому IMF є важливим дослідницьким інструментом для астрономів, які вивчають зоряні популяції. Наприклад, початкова маса зорі є основним фактором, що визначає її колір, світність, радіус, спектр випромінювання, а також кількість речовини і енергії, які вона випромінює в міжзоряний простір протягом свого існування. IMF в області малих мас особливо важливе для визначення загальної маси Галактики. IMF на проміжних масах визначає хімічне збагачення міжзоряного середовища. IMF на великих масах визначає частоту спалахів наднових зір.
Зазвичай приймають, що IMF є універсальною, хоч деякі спостереження вказують, що IMF може залежати від середовища і могла бути зовсім іншою в ранніх галактиках.

## Історія

Початкова функція мас. Вертикальна вісь неправильно підписана — там має бути не ξ(m)Δm, а ξ(m).

Початкову функцію мас {\displaystyle \xi (m)} визначають так, що {\displaystyle \xi (m)\mathrm {d} m} дає кількість зір із масами в діапазоні від {\displaystyle m} до {\displaystyle m+\mathrm {d} m} в межах заданого об'єму простору пропорційна. Зазвичай її виражають через степеневі закони, {\displaystyle m^{-\alpha }}, де {\displaystyle \alpha } є безрозмірним показником. Найуживанішими формами IMF є поламаний степеневий закон Крупа (2001) і логнормальний закон Шабріє (2003).

### Солпітер (1955)
Едвін Солпітер був першим астрофізиком, який спробував кількісно визначити IMF, застосовуючи степеневий закон. Його робота заснована на сонцеподібних зорях, які можна легко спостерігати з великою точністю. Вона дозволила включити в рівняння велику кількість теоретичних параметрів, зводячи всі ці параметри до показника степені {\displaystyle \alpha =2.35}.
Початкова функція мас Солпітера має вигляд
{\displaystyle \xi (m)\Delta m=\xi _{0}\left({\frac {m}{M_{\odot }}}\right)^{-2.35}\left({\frac {\Delta m}{M_{\odot }}}\right).}
де {\displaystyle M_{\odot }} — маса Сонця, а {\displaystyle \xi _{0}} є константою, пов'язаною з локальної щільностю зір. Таку функцію можна застосовувати лише для достатньо масивних зір. В області малих мас вона розходиться, що робить неможливим визначення {\displaystyle \xi _{0}} з нормування густини ймовірності.

### Міллер-Скало (1979)
Гленн Е. Міллер і Джон М. Скало розширили роботу Солпітера, припустивши, що IMF стає більш пологою (наближаючись до {\displaystyle \alpha =0}), коли маси зір опускаються нижче однієї сонячної маси (M☉).

### Кроупа (2001)
Павел Кроупа зберіг {\displaystyle \alpha =2.3} вище половини сонячної маси, але запровадив менші значення {\displaystyle \alpha =1.3} між 0.08-0.5 M☉ і {\displaystyle \alpha =0.3} нижче 0.08 M☉.
{\displaystyle \xi (m)=m^{-\alpha },}
{\displaystyle \alpha =0.3} для {\displaystyle m<0.08,}
{\displaystyle \alpha =1.3} для {\displaystyle 0.08<m<0.5,}
{\displaystyle \alpha =2.3} для {\displaystyle m>0.5}
Як нижню межу обрано масу 0.08 M☉ (межа між зорями й коричневими карликами).

### Шабріє (2003)
Шабріє дав такий вираз для щільності зір різних мас у галактичному диску в одиницях парсек−3:
{\displaystyle \xi (m)=0.158(1/(m\ln(10)))\exp[-(\log(m)-\log(0.08))^{2}/(2\times 0.69^{2})]} для {\displaystyle m<1,}
Цей вираз є логнормальним розподілом, що означає, що логарифм маси відповідає розподілу Гаусса (для мас до однієї маси Сонця).
Для зоряних систем (наприклад, подвійних) він запропонував вираз:
{\displaystyle \xi (m)=0.086(1/(\ln(10)m))\exp[-(\log(m)-\log(0.22))^{2}/(2\times 0.57^{2})]} для {\displaystyle m<1,}

## Невизначеності
Існують великі невизначеності щодо субзоряної області. Зокрема, класичне припущення про єдину IMF, що охоплює весь діапазон субзоряних і зоряних мас, ставиться під сумнів на користь двокомпонентного IMF для пояснення можливих різних способів формування субзоряних об'єктів. Тобто одна IMF охоплює коричневі карлики та зорі з дуже малою масою, а інша описує діапазон від коричневих карликів з більшою масою до наймасивніших зір. Це призводить до перекриття ділянці між 0,05 і 0,2 M☉, де діють обидва способи зореутворення.

## Варіація
Можливі варіації IMF впливають на інтерпретацію спостережень галактик і оцінку історії космічного зореутворення.
Теоретично, IMF має змінюватися залежно від умов зореутворення. Вища температура навколишнього середовища збільшує масу колапсуючих газових хмар (маса Джинса). Нижча металічність газу зменшує тиск випромінювання, таким чином полегшує акрецію газу. Обидва ці фактори призводять до формування масивніших зір. Загальногалактична IMF може відрізнятися від IMF масштабу зоряних скупчень і може систематично змінюватися протягом зореутворення галактики.
Вимірювання у локальному Всесвіті, де можна розрізнити одиночні зорі, узгоджуються з інваріантною IMF, але цей результат страждає від великої невизначеності вимірювань через малу кількість масивних зір і труднощі у відрізненні подвійних систем від окремих зір. Таким чином, ефект варіації IMF недостатньо помітний, щоб спостерігати його в локальному Всесвіті. Однак нещодавнє фотометричне дослідження на великих червоних зміщеннях вказує на можливість систематичних змін IMF у молодому Всесвіті.
Також багато разів повідомлялося, що як для зоряних скупчень, так і для галактик існує систематична зміна IMF. Однак ці вимірювання досить складні, бо для зоряних скупчень IMF може змінюватися з часом через складну динамічну еволюцію.

## Виноски
1.↑ Зорі різної маси мають різний час існування, тому зміна історії зореутворення впливає на функцію поточної маси, яка імітує ефект модифікації IMF.